# Chlorphenesin carbamate
Clorphenesin carbamate (Maolate, Musil) là một thuốc giãn cơ hoạt động tập trung được sử dụng để điều trị đau cơ và co thắt. Clorphenesin không còn được sử dụng cho mục đích này ở hầu hết các quốc gia phát triển do có sẵn các loại thuốc co thắt an toàn hơn nhiều như các thuốc benzodiazepin.
Các tác dụng trung tâm khác bao gồm an thần, giải lo âu và chóng mặt.